# Eddie Muller
 (février 2018).
Si vous disposez d'ouvrages ou d'articles de référence ou si vous connaissez des sites web de qualité traitant du thème abordé ici, merci de compléter l'article en donnant les références utiles à sa vérifiabilité et en les liant à la section « Notes et références ».
Pour les articles homonymes, voir Muller.
Œuvres principales
- Mister Boxe

Eddie Muller est un écrivain américain né à San Francisco le 15 octobre 1958. Connu comme étant l'un des spécialistes du film noir, il est le fondateur et président de la Film Noir Foundation, une fondation tendant à la conservation, à la restauration et à la promotion des films noirs, disparus, oubliés ou endommagés et participant ainsi à leur remise en circulation. Depuis 2003, la fondation organise chaque année à San Francisco, le festival Noir City.

## Biographie
Fils d'un journaliste sportif, Eddie Muller met ses pas dans ceux de son père et fréquente très jeune, salles de rédaction et autres arènes de boxe. Il se servira de cette expérience, pour écrire en 2002, The Distance (Mister Boxe pour l'édition française) couronné Meilleur Roman 2003 par l'association Private Eyes Writers of America, dans lequel apparaît Billy Nichols, personnage directement inspiré par son père. En 2003, Muller sort Shadow Boxer.
Son écriture se caractérise par un style cinématographique et ciselé, conférant ainsi une vision sèche et tout en mouvement du monde de la boxe.
En février[Quand ?], lors de la 6e édition du festival Noir City, James Ellroy, qui était l'un des invités d'honneur, a dit d'Eddie Muller qu'il était "le Tsar du Noir".

## Œuvre

### Essais
- Dark City: le monde perdu du film noir (2007) Clairac éditeurs. Préface de François Guérif. Réédition Rivages (2015)

### Romans
- Mister Boxe (The Distance) (2007) Fayard
- Shadow Boxer (2008) Fayard

## Prix et distinctions

### Nominations
- Prix Anthony 2003 du meilleur premier roman pour The Distance[1]
- Prix Barry 2003 du meilleur premier roman pour The Distance[2]
- Prix Macavity 2003 du meilleur premier roman pour The Distance[3]
- Prix Shamus 2003 du meilleur premier roman pour The Distance[4]